# Muralles de Pals
Les muralles de Pals són una obra de Pals (Baix Empordà) declarada bé cultural d'interès nacional.

## Descripció
En resten sectors d'antics murs, que sovint formen part de cases tardanes i les Torres d'en Ramonet i de l'Hospital (segle XIV).
El traçat del recinte murat de Pals pot ser seguit gairebé totalment. Les torres són de planta rectangular i presenten una obertura que n'ocupa tota la cara interior. Les cobertes són amb volta de canó o bé apuntada. Les millors conservades són les d'en Ramonet, a l'angle nord-oest del recinte, situada prop de l'església, la d'en Rom, a l'extrem nord, i la d'en Xixanel·lo, a la banda nord-est. Altres fragments conservats són els paraments amb espitlleres,obertes a diferents altures per adaptar-se als desnivells del terreny, que uneixen les torres; els trams més remarcables són els que corresponen al Passeig Arqueològic, que uneix les torres d'en Ramonet i d'en Rom, i al del Dr. Pi i Figueres, entre aquesta última i les torres d'en Xixanel·lo i de l'Hospital.

## Història
Es tracta d'un dels conjunts de muralles medievals millor conservats de la comarca, principalment a la banda de tramuntana, ja que la vila va créixer en direcció sud, i en aquesta direcció han quedat en part amagades o bé van ser enderrocades per bastir els habitatges extramurs. El conjunt de la banda nord pot ser datat entre els segles XIII-XIV, encara que a partir d'aquella data va experimentar successives intervencions. Durant el segle xv apareix documentada una intervenció documentada una intervenció important en aquest sector i en direcció sud. El conjunt es troba restaurat i conserva en bona part l'obra original, encara que s'han fet necessària la reconstrucció d'alguns fragments, com la torre de l'Hospital, a l'angle NE del recinte.